# Лабіринт (північний мегаліт)

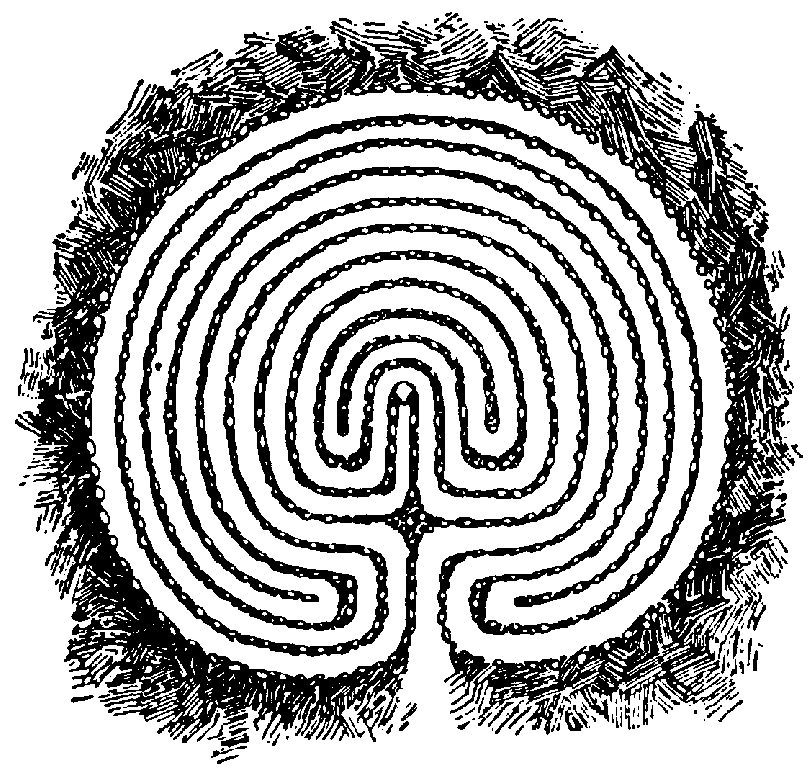
План лабіринту Тройеборг біля Вісбю у Швеції. Малюнок з книги Nordisk familjebok, 1919.

Лабіринт — тип кам'яної споруди у вигляді лабіринту, викладеного на поверхні землі великим або дрібним камінням. У центрі іноді містить невелику дольменоподібну споруду. Зустрічається в Карелії, островах Білого моря, Кольському півострові, Скандинавії, Британських островах, Новій землі. Іноді відносять до так званих мегалітичних споруд.
Всього відомо понад 500 північних лабіринтів, з них у Швеції знаходиться близько 300, Фінляндії — приблизно 140, Росії — близько 50, Норвегії — 20, Естонії — 10, Англії — окремі лабіринти.
Найчастіше має спіралеподібну форму, але зустрічаються і гребеневі структури лабіринтів. Імовірно будувалися протосаамськими племенами. Призначення також достовірно невідоме. Спільний знаменник сучасних уявлень — культова споруда. Серед наукових версій є, наприклад, такі як елемент обряду переходу, або елемент шаманського камлання, або остання дорога душі в інший світ. Простежуване майже обов'язкове сусідство лабіринту з морем породило гіпотезу про лабіринти як культові імітації риболовецьких пасток.
Початок дослідженням лабіринтів Півночі поклав М. М. Виноградов, в'язень Соловецького табору ще в 20-х роках XX століття.
Найбільше скупчення кам'яних лабіринтів на території Росії є на Великому Заяцькому острові архіпелагу Соловецьких островів (Архангельська область).
Останні дослідження російських археологів доводять середньовічне поморське походження північних лабіринтів.

## Виноски
1. ↑  В Карелии найден лабиринт и «многоквартирные» жилища древних [Архівовано 8 листопада 2014 у Wayback Machine.].

## Ресурси Інтернету
- 09/vaviloni.htm Академічні версії призначення лабіринтів[недоступне посилання з липня 2019]
- Манюхин И. С. Кам'яні лабіринти Біломорья // Кіжський вісник. — П. 2002. — № 7
- Кам'яний лабіринт у Мурманську